# غوستاف الخامس
غوستاف الخامس (أوسكار جوستاف أدولف؛ 16 يونيو من عام 1858- 29 أكتوبر من عام 1950) ملك السويد من عام 1907 وحتى وفاته في عام 1950. كان الابن الأكبر لملك السويد أوسكار الثاني وصوفيا من ناساو، أخت أدولف دوق لوكسمبورغ الأكبر غير الشقيقة. حكم غوستاف منذ وفاة والده أوسكار الثاني في عام 1907 وحتى وفاته بعد 43 سنة من ذلك، وهو يحمل الرقم القياسي لكونه أقدم ملوك السويد ولثالث أطول فترة حكم بعد ماغنوس الرابع (ماغنوس أريكسون) وكارل السادس عشر غوستاف. كان غوستاف آخر ملك سويدي يمارس صلاحياته الملكية، التي شارفت على الانتهاء بعد وفاته، على الرغم من أنها لم تُلغ رسميًا حتى إعادة صياغة الدستور السويدي في عام 1974. كان غوستاف أول ملك سويدي لم يُسلم الحكم خلال حفل تتويج ولم يرتدي تاجًا منذ العصور الوسطى العليا، وهو تقليد استمر حتى يومنا هذا.
شهدت بداية عهد غوستاف بروز الحكم البرلماني في السويد، على الرغم من أن الفترة التي سبقت الحرب العالمية الأولى قد أدت إلى إقالته لرئيس الوزراء الليبرالي كارل ستاف في عام 1914، والاستعاضة عنه برئيس وزراء شكلي لغوستاف يُدعى هيالمار همرشولد (ابن داغ همرشولد) خلال معظم فترة الحرب. ومع ذلك، سمح غوستاف لنيلز إيدن -الذي خلف ستاف- بتشكيل حكومة جديدة جردت الملكية بحكم الواقع من جميع السلطات الافتراضية وسنت حق الاقتراع العمومي والمتساوي -بما في ذلك للنساء- بحلول عام 1919، وذلك بعد أن حصل الليبراليون والديمقراطيون الاشتراكيون على أغلبية برلمانية في ظل إيدن. ظل غوستاف الذي ذعن بشكل كامل لمبادئ الديمقراطية البرلمانية ملكًا شكليًا فقط طوال الأحد وثلاثين عامًا المتبقية من حكمه، على الرغم من أنه لم يكن بدون نفوذ تمامًا، إذ يُزعم أنه حث حكومة ائتلاف بير ألبين هانسون على قبول طلبات ألمانيا النازية المتعلقة بالدعم اللوجستي رافضًا ما قد يؤدي إلى حدوث غزو خلال الحرب العالمية الثانية. ما يزال هذا الموقف مثيرا للجدل حتى الآن، على الرغم من أنه من غير المعروف ما إذا كان قد أظهر الكثير من الدعم للفاشية أو القومية الراديكالية. عُرف موقفه المؤيد لألمانيا والمناهض للشيوعية أيضًا خلال الحرب العالمية الأولى.
ظهرت شائعات حول تورط غوستاف الخامس بعلاقة جنسية مثلية عُرفت باسم قضية هايبي، بعد وفاته عن عمر يناهز 92 عامًا. سُجن حبيبه المزعوم كوت هايبي في عام 1952 بتهمة ابتزاز البلاط الملكي في ثلاثينيات القرن الماضي (إذ كانت المثلية الجنسية جريمة جنائية في السويد حتى عام 1944، على الرغم من أن منصب غوستاف كان سيعطيه حصانة تلقائية). كان غوستاف صيادًا ورياضيًا متمرسًا، إذ ترأس دورة الألعاب الأولمبية الصيفية لعام 1912، كما ترأس الرابطة السويدية للرياضات منذ عام 1897 وحتى عام 1907. يُعتبر تمثيله للسويد (تحت لقب السيد جي.) كأحد لاعبي كرة المضرب التنافسية من أهم محطات حياته في هذا السياق، واستمر في ممارسة كرة المضرب التنافسية حتى بلوغه الثمانينيات من عمره بسبب تدهور بصره السريع. توفي بسبب مضاعفات الإنفلونزا، وخلفه ابنه غوستاف السادس أدولف.

## حياته الشخصية

### قضية هايبي
أدت الادعاءات بوجود علاقة غرامية بين غوستاف وكوت هايبي إلى دفع البلاط الملكي 170 ألف كرونة في ظل تهديد هايبي لهم بالابتزاز. أدى ذلك إلى ظهور ما سُمي بقضية هايبي، بالإضافة إلى حصول العديد من المحاكمات وتوجيه الإدانات المنتقدة لهايبي، والتي أثارت جدلًا كبيرًا حول مثلية غوستاف الجنسية المزعومة. 

## وفاته
توفي غوستاف الخامس في ستكهولم من جراء مضاعفات الإنفلونزا في 29 أكتوبر 1950، بعد حكم دام حوالي 43 عامًا، وخلفه ابنه الملك غوستاف السادس أدولف.

## معرض صور

## روابط خارجية
- مقالات تستعمل روابط فنية بلا صلة مع ويكي بيانات
- هذه المقالة غير مرتبط بويكي بيانات